# Отто Вале
Отто Вале (англ. Otto Wahle, 5 листопада 1879 — 11 серпня 1963) — американський плавець.
Медаліст Олімпійських Ігор 1900, 1904 років.